# Universidad de Manhattan

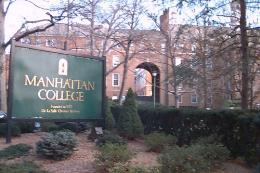

La Universidad de Manhattan es una universidad privada, católica, de los Hermanos de las Escuelas Cristianas, ubicada en Nueva York.

## Historia
La universidad fue fundada en 1853 por cinco hermanos de La Salle con el nombre de Academy of the Holy Infancy y ubicada en un edificio de la calle Canal. Al crecer, tuvo que abandonar Lower Manhattan y se mudó al cruce de la calle 131 con Broadway, en Manhattanville (Harlem). En 1863 adoptó la denominación de Manhattan College, y en 1922 se volvió a cambiar de campus al actual, en Riverdale (Bronx), abandonando Manhattan, pero permaneciendo en la ciudad de Nueva York. En agosto de 2024 cambió de nombre a Universidad de Manhattan.

## Deportes
La Universidad de Manhattan compite en División I de la NCAA, en la Metro Atlantic Athletic Conference. 